# Kenzo (бренд)
Kenzo («Ке́нзо») — французский бренд одежды, обуви и других изделий класса «люкс».
Модный дом был основан в 1970 году японским дизайнером Кендзо Такадой. Кендзо Такада родился в Японии и переехал в Париж в 1964 году, чтобы начать свою карьеру в мире моды. Постепенно он становился известен, умело совмещая азиатские и японские черты со строгими канонами европейской высокой моды. Первый открывшийся бутик носил название «Jungle Jap» и был расположен в Париже.
В декоре использовались орнаменты, вдохновлённые эстетикой джунглей. В первое время Кендзо специализировался на создании женской одежды, изготавливавшейся вручную. В 1983 году Кендзо начал выпуск сначала мужской, потом и детской одежды. В 1987 году начался также выпуск изделий для декора интерьера. В настоящее время Kenzo — международный премиальный бренд, принадлежащий компании LVMH, купившей его в 1993 году.

## Стратегия
С 2011 года Умберто Леон и Кэрол Лим являются креативными директорами и главными дизайнерами бренда. Своей основной целью они называют встряхнуть «дикий» мир моды. Знаменитую футболку с тигром от Kenzo и другие изделия бренда носили многие знаменитости, в числе которых Бейонсе, Зоуи Дешанель, Swizz Beatz, Селена Гомес, Спайк Джонз, Джоан Смоллс, Лорд и Рианна.
Как Кендзо Такада в 1970-х, Умберто и Кэрол идут вопреки стандартным ожиданиям и модным трендам. Они утверждают, что стараются делать вещи в контексте XXI века. При создании каждой коллекции они сотрудничают с авангардными художниками, музыкантами, актёрами, и дизайнерами. Например, в осенней коллекции 2014 года бренд сотрудничал с американским режиссёром Дэвидом Линчем, которые принял участие в создании музыкального сопровождения к показу и изготовил скульптуру, соответствующую духу коллекции. Французская художница-иллюстратор Ребекка Дотремер сотрудничала с компанией в дизайне парфюмерии. В феврале 2016 года режиссёр Шон Бэйкер снял для Kenzo ролик «Snowbird» с Эбби Ли в главной роли.

## Сотрудничество
В 2016 году Kenzo анонсировала выпуск совместной коллекции с брендом H&M. Эта коллекция поступила в продажу 3 ноября 2016 года. 20 марта 2018 года Kenzo выбрала Бритни Спирс лицом новой коллекции под названием «La Collection Memento No. 2». Коллаборация, сопровождавшаяся хештегом #KenzoLovesBritney, включила в себя много женской и мужской одежды из денима. В 2013 году Kenzo выпустила серию деловой одежды класса «люкс» Kenner совместно с австрийскими дизайнерами, но в связи с непопулярностью производство одежды прекратилось.

## Благотворительность
Умберто Леон и Кэрол Лим выросли в Калифорнии и хорошо знакомы с тем, как продукты человеческой жизнедеятельности вредят морской экосистеме, поэтому они решили присоединиться к фонду борьбы с загрязнением мирового океана Blue Marine Foundation для борьбы с браконьерством и вредоносными отходами. «Мы хотели бы сотрудничать с дальновидной организацией, которая задумывается над тем, как нам сосуществовать в гармонии с океаном. Мы просмотрели много различных благотворительных организаций и Blue Marine Foundation показалась нам идеальным вариантом. Мы искренне поддерживаем их миссию в создании устойчивого, контролируемого рыболовства и проектировки морских заповедников. Мы очень гордимся этим долгосрочным партнёрством между Kenzo и Blue Marine Foundation и надеемся способствовать большему пониманию угроз мировому океану среди людей».
В ознаменование своего сотрудничества Kenzo выпустила капсульную коллекцию для сезона весна-лето 2014 со слоганом «Нет рыб — нет ничего» (англ. No fish no nothing), печатавшемся на футболках и свитшотах, вся выручка от продажи коллекции была пожертвована в фонд защиты мирового океана. С 21 по 27 марта 2014 года Kenzo также проводила акцию в Париже в одном из своих магазинов: специальный экран позволял покупателям просматривать и покупать одежду, и после каждой покупки в «цифровом аквариуме» на экране добавлялась одна рыба. Рыба также добавлялась при размещении в интернете фотографии магазина с хештегом #NoFishNoNothing.

## Главные дизайнеры бренда
- Кендзо Такада, 1970—2000 гг.[2]
- Жиль Розиер, 2000—2004 гг.[2]
- Антонио Маррас, 2004—2011 гг.[2]
- Умберто Леон, 2012—2019 гг.[2]
- Кэрол Лим, 2012—2019 гг.[2]
- Фелипе Оливейра Баптиста[англ.], 2019—2021 гг.[16]
- Томоаки Нагао (Ниго)[англ.], 2021—н. в.[17].